# Mazerolles (Charente)
Mazerolles (okzitanisch: Maseròlas) ist eine französische Gemeinde mit 305 Einwohnern (Stand: 1. Januar 2022) im Département Charente in der Region Nouvelle-Aquitaine (vor 2016: Poitou-Charentes); sie gehört zum Arrondissement Confolens und zum Kanton Charente-Bonnieure. Die Einwohner werden Mazerollois genannt.

## Geografie
Mazerolles befindet sich etwa 30 Kilometer ostnordöstlich von Angoulême. Umgeben wird Mazerolles von den Nachbargemeinden Saint-Adjutory im Nordwesten und Norden, Montembœuf im Norden und Nordosten, Le Lindois im Osten, Rouzède im Osten und Südosten, Montbron im Süden, Orgedeuil im Südwesten sowie Yvrac-et-Malleyrand im Westen.

## Bevölkerungsentwicklung
| Jahr                       | 1962 | 1968 | 1975 | 1982 | 1990 | 1999 | 2006 | 2019 |
| Einwohner                  | 442  | 404  | 331  | 309  | 309  | 311  | 324  | 295  |
| Quellen: Cassini und INSEE |      |      |      |      |      |      |      |      |

## Sehenswürdigkeiten
- Kirche Notre-Dame aus dem 12. Jahrhundert
- alter Burghügel (frühere Turmhügelburg)

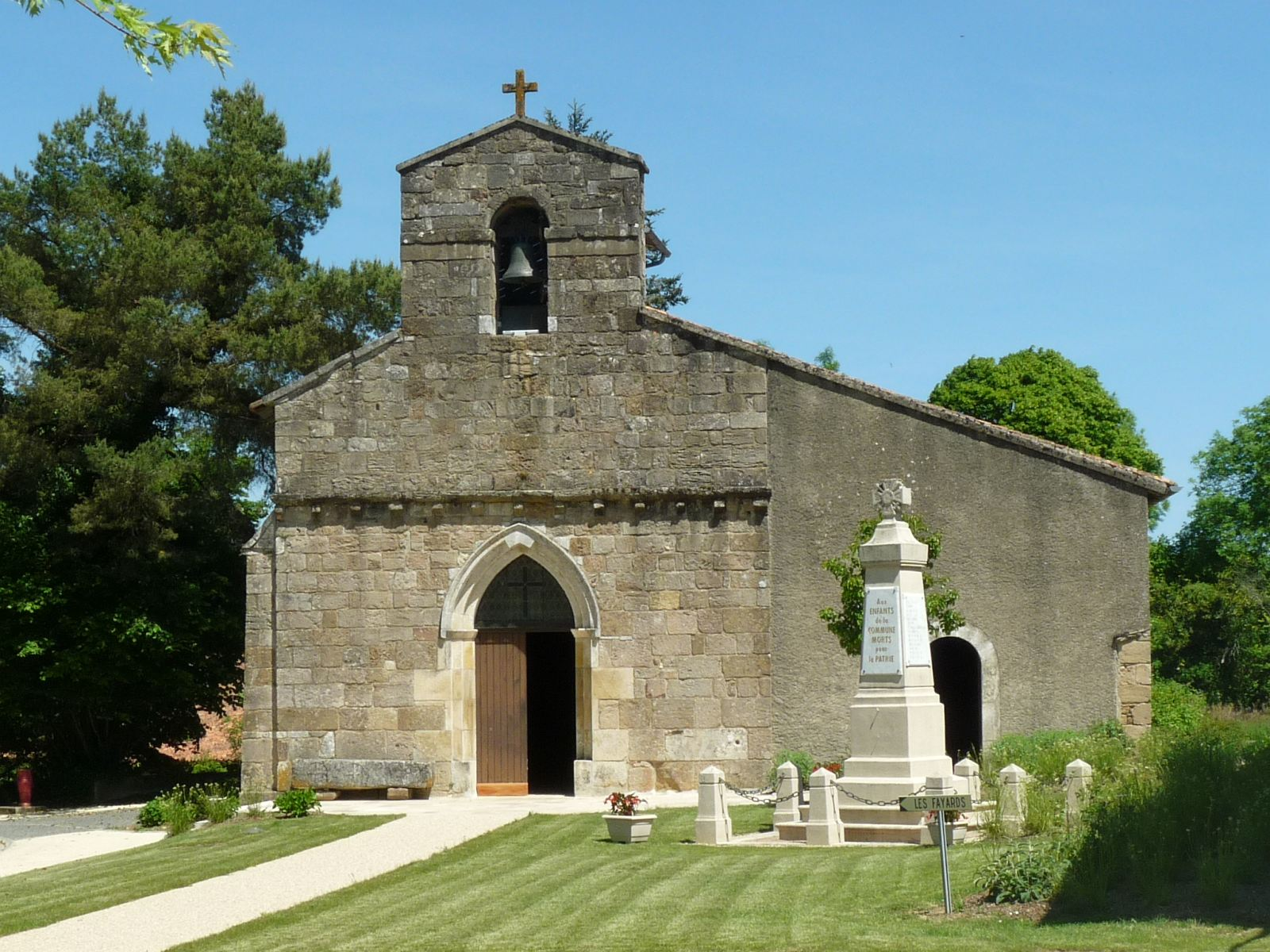
Kirche Notre-Dame
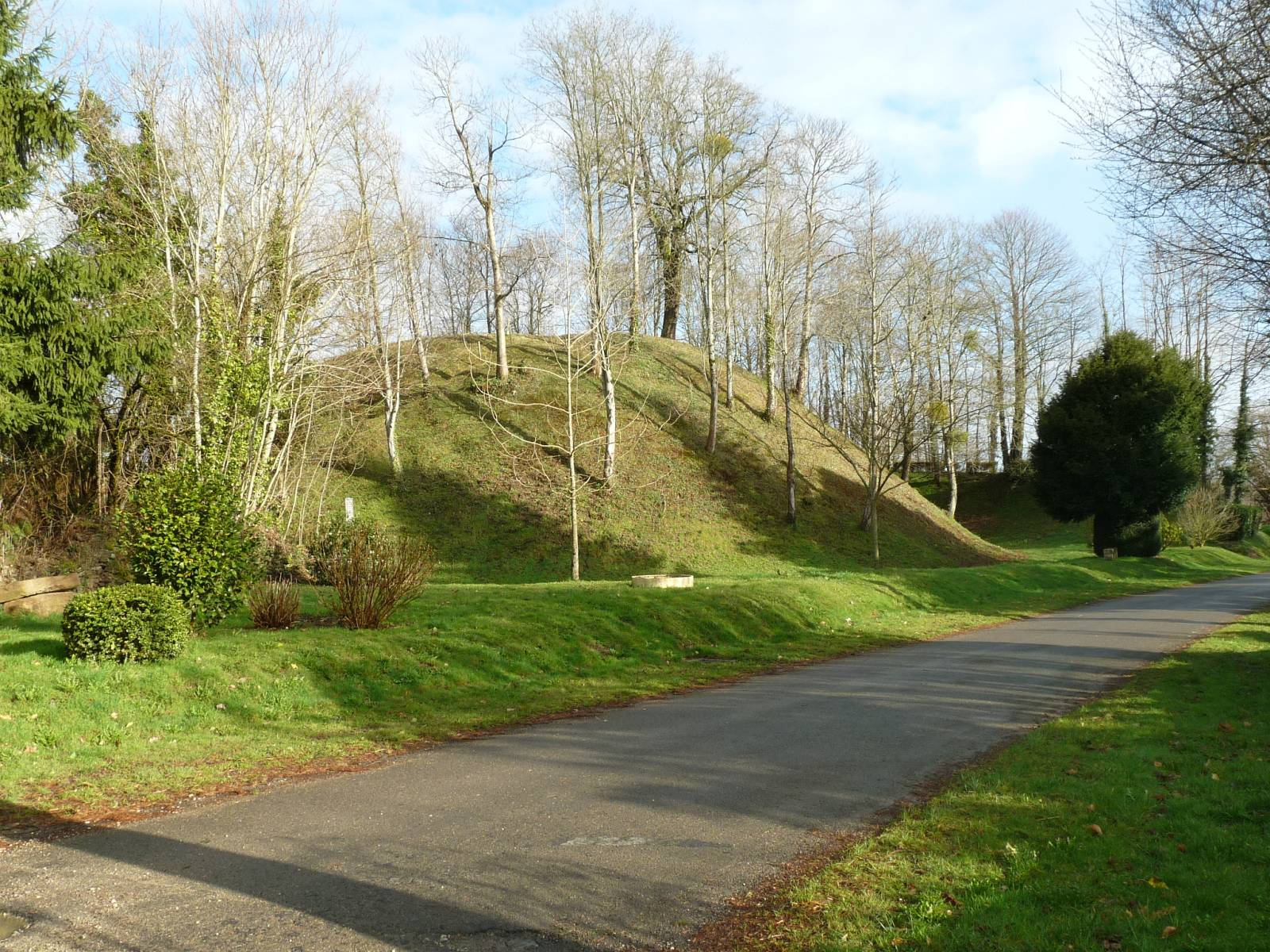
Hügel der früheren Burg